# Аль-Мустансир Биллах II
Али́-ша́х, известный под лакабом аль-Мустанси́р Билла́х II (араб. المستنار بالله الثاني علياه‎) — 32-й имам из низаритской ветви касимитов (также касим-шахи) общины исмаилитов.
Его правление положило начало Анджуданскому периоду низаритской истории, который был отмечен возрождением низаритского учения.

## Происхождение
История низаритского исмаилизма в течение столетий, последовавших за падением Низаритского исмаилитского государства под властью Монгольской империи в 1256 году, особенно неясна, как из-за недостатка научного внимания, так и из-за отсутствия надёжных источников, поскольку верующие низариты остались рассеянными и без центрального руководства и часто вынуждены были скрывать свою истинную веру из-за преследований со стороны суннитских правителей. Более того, в течение XIV века линия наследования имамата раскололась на две соперничающие фракции, линии Мухаммад-шахи и Касим-шахи (муминиты и касимиты), из которых первая первоначально завоевала лояльность большинства низаритских общин и была более активной в исторических записях. Линия Касим-шахи, с другой стороны, окутана мраком неизвестности, и даже их первые имамы известны почти только по именам, с небольшим количеством достоверных дат или информации об их жизни.

## Биография
Али-шах, известный под лакабом аль-Мустансир Биллах II, восходящим к одноимённому Фатимидскому халифу XI века, был сыном третьего касимитского имама (и 31-го в целом), Мухаммад ибн Ислам-шах ибн Касим-шаха, и сменил своего отца на посту имама с. 1463/4.
Он был первым из своего рода, о котором известно, что он поселился в деревне Анджудан в центральном Иране. Анджудан, по-видимому, был значительным центром касимитов уже в конце XIV века и подвергся нападению Тамерлана в 1393 году. Поселение имамов Касим-шахи в Анджудане положило начало периоду возрождения низаритских традиций при линии Касим-шахи, как в активизация их миссионерской деятельности, а также возобновление литературной деятельности секты. Аль-Мустансир II посылал миссионеров (да’и) в такие места, как нынешний Афганистан.
Аль-Мустансир II умер в 1480 году или незадолго до этого и был похоронен в восьмиугольном мавзолее, известном местным жителям как «мавзолей шаха Каландара». Мавзолей также является самым ранним свидетельством присутствия имамов Касим-шахи в этом районе. После монгольских завоеваний современные учёные со времён Анри Корбена и Владимира Иванова считают, что низариты часто скрывали свою истинную личность за мантией суфизма. Таким образом, имя Шах Каландар рассматривалось как суфийское прикрытие аль-Мустансира II. Историк Шафик Вирани ставит под сомнение общую обоснованность этого предположения, указывая, что имя Шах Каландар никогда не используется в исмаилитских источниках и известно только как ссылка на его мавзолей.
Аль-Мустансиру II наследовал его сын Абд ас-Салам-шах. Сборник проповедей, Пандият-и джаванмарди («Наставление духовного рыцарства»), обычно приписывается аль-Мустансиру II, предположительно составленный во время правления Абд ас-Салам шаха; но Вирани утверждает, что он принадлежит имамату аль-Мустансира III, более известен как Гариб Мирза.